# Absyrtus paniscoides
Absyrtus paniscoides là một loài tò vò trong họ Ichneumonidae.